# Vallonsk (sprog)
Vallonsk er et romansk sprog, der fortrinsvis tales i det sydlige Belgien (Vallonien og Bruxelles). 
Man skal ikke forveksle vallonsk med belgisk fransk. Belgisk fransk er ikke særligt forskelligt fra det fransk, som tales i Frankrig. 
I Vallonien tales fire forskellige vallonske dialekter i fire adskilte zoner: Østvallonsk som tales i området omkring Liège, midtvallonsk som tales omkring Namur, vestvallonsk i zonen Nivelles-Charleroi-Chimay og sydvallonsk i Ardennerne.
Trods dialektale forskelle er der bevægelse i retning af et standardiseret skriftsprog kaldet "rfondou walon". Denne retskrivning er baseret på diasystemer, som kan udtales forskelligt af forskellige læsere – en ide, som er inspireret af de bretonske staveregler. De skrevne former forsøger at forene den nutidige udtale med gamle traditioner (bemærkelsesværdig er genindførelsen af "xh" og "oi" som anvendtes i vallonsk frem til 1800-tallets udgang) samt sprogets egen fonologiske logik.

## Sætninger
| Vallonsk          | Fransk                      | Dansk                   |
| ----------------- | --------------------------- | ----------------------- |
| Walon             | Wallon                      | Vallonsk                |
| Diè wåde          | Dieu [vous] garde (bonjour) | Gud bevare dig (Goddag) |
| Bondjoû           | Bonjour                     | Goddag (Hej)            |
| Arvèy             | Au revoir                   | På gensyn (Farvel)      |
| Come on-z a dit   | Salut (d'au revoir)         | Farvel                  |
| Comint vos dalez? | Comment vas-tu?             | Hvordan går det?        |
| Dji n' sai nén    | Je ne sais pas              | Det ved jeg ikke        |